# Яніс'ярві
Яніс'ярві (фін. Jänisjärvi, дослівно — «заяче озеро»; рос. Большое Янисъярви) — озеро, розташоване в південно-західній частині Карелії, належить до басейну Ладозького озера. Площа водної поверхні — 200 км², за іншими даними 174,9 км². Найбільша довжина — 18,2 км, найбільша ширина — 15 км. Кількість островів — 43. Уріз води — 64 м. Озеро з'єднане з озером Суйстамон'ярві протокою Улмосенйокі.
Озеро Яніс'ярві утворилося на місці метеоритного кратера, що виник близько 700 мільйонів років тому.

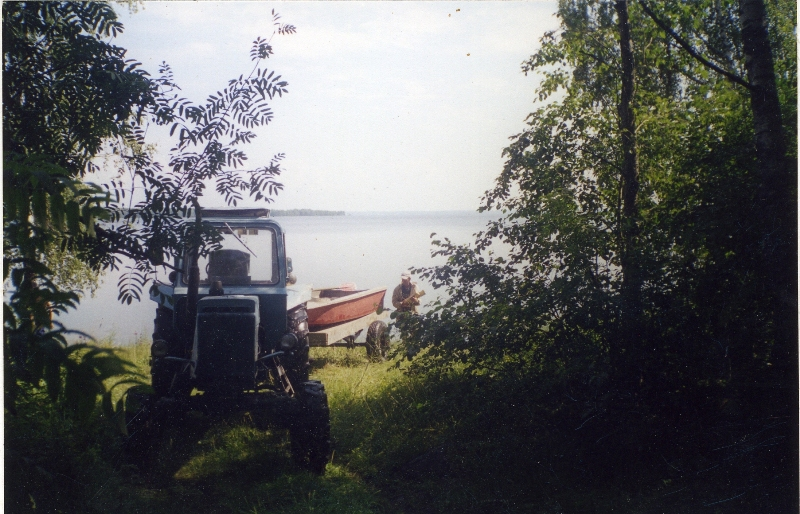
Озеро Яніс'ярві
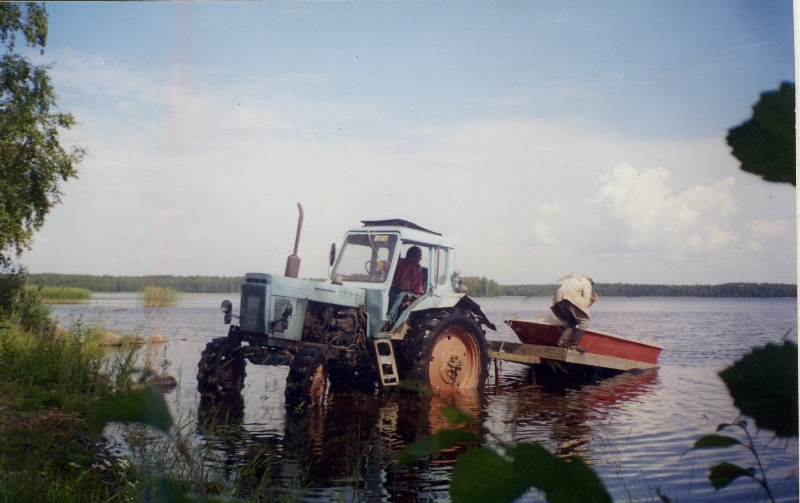
Озеро Яніс'ярві
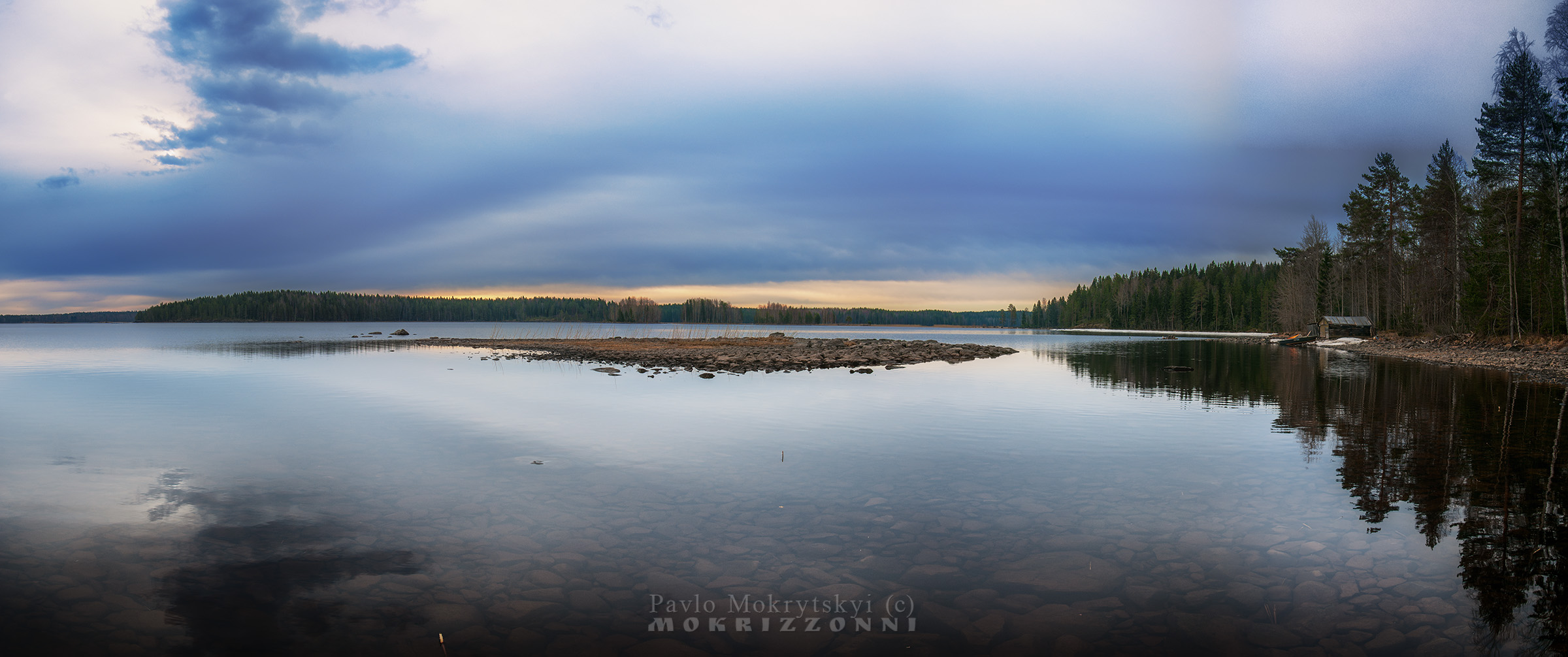
Озеро Яніс'ярві біля селища Яніс'ярві